# Stubby
Stubby (1916  - 4 de abril de 1926), foi o cão de guerra mais condecorado da Primeira Guerra Mundial e o único cão a ser promovido a sargento através do combate. O primeiro cão de guerra dos Estados Unidos, Stubby serviu por 18 meses e participou de 17 batalhas na Frente Ocidental. Ele salvou seu regimento de ataques surpresa com gás mostarda, encontrou e confortou os feridos, e até mesmo uma vez pegou um espião alemão pelas calças, o segurando lá até que os soldados americanos os encontraram. De volta para casa suas façanhas foram notícia de primeira página de todos os grandes jornais.

## Início da vida
Stubby, de acordo com artigos de seu tempo, era um Boston Bull Terrier (Olde Boston Bulldogge, raça extinta), um tipo de cão relacionado ao pit bull terrier e ao boston terrier, porém, muitas vezes é citado que Stubby era de raça incerta, um SRD, das ruas de Boston. Era um cão de porte médio, sua pelagem era tigrada com partes brancas, suas orelhas conchectomizadas, e possuía prognatismo mandibular. 

## Serviço militar

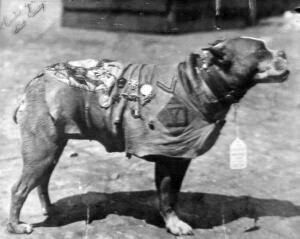
Sargento Stubby vestindo seu uniforme e medalhas.

Stubby serviu com a 26ª e 102ª Divisão de Infantaria nas trincheiras na França por 18 meses e participou de 4 ofensivas e 17 batalhas. Ele entrou em combate em 5 de fevereiro de 1918 em Caminho das Damas, norte de Soissons, e estava sob fogo constante, dia e noite há mais de um mês. Em abril de 1918, durante uma operação para tomar Schieprey, Stubby foi ferido na perna dianteira pelos alemães em retirada jogando granadas de mão. Ele foi enviado para a parte traseira de convalescença, e como tinha feito na parte da frente foi capaz de melhorar a moral. Quando ele se recuperou de seus ferimentos, Stubby voltou às trincheiras.
Depois de ter sido atacado com gás, Stubby aprendeu a avisar sua unidade de ataques com gás venenoso, localizando soldados feridos em terra de ninguém, e uma vez que ele podia ouvir o zumbido de projéteis de artilharia de entrada antes dos seres humanos poderiam se tornou perito em avisar sua unidade para se proteger. Ele fui o único responsável pela captura de um espião alemão em Argonne. Após a retomada de Château-Thierry pelos Estados Unidos, as mulheres da cidade fizeram um casaco de camurça para Stubby onde foram fixadas suas muitas medalhas. Ele também ajudou a libertar uma cidade francesa dos alemães. Mais tarde ele foi ferido no peito e na perna por uma granada. No final da guerra, Robert Conroy contrabandeou Stubby de volta pra casa.

## Depois da guerra

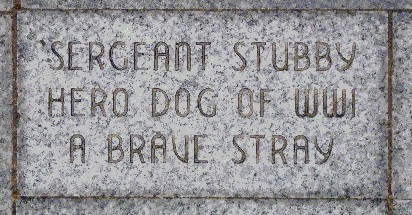
Sargento Stubby em um memorial da Primeira Guerra Mundial.

Depois de voltar para casa, Stubby se tornou uma celebridade e marchou, e normalmente levou muitos a ver os desfiles por todo o país. Ele se reuniu com os presidentes Woodrow Wilson, Calvin Coolidge e Warren G. Harding. A partir de 1921, ele frequentou a Georgetown University Law Center com Conroy, e se tornou mascote do time Georgetown Hoyas. Ele empurrava a bola de futebol no primeiro tempo ao redor do campo para a diversão dos fãs.

## Fora dos Estados Unidos
Stubby foi destaque na exposição Brave Beasts no Legermuseum em Delft, Países Baixos.